# Nephele rattrayi
Nephele rattrayi är en fjärilsart som beskrevs av Rothschild 1904. Nephele rattrayi ingår i släktet Nephele och familjen svärmare. Inga underarter finns listade i Catalogue of Life.